# Radu Jörgensen
Radu Jörgensen (n. Radu Ovidiu Georgescu, 12 septembrie 1962, Iași) este un scriitor, traducător, publicist și matematician român. Autor al romanului Clovnul din lemn de gutui, pentru care i-a fost decernat Premiul Nemira pentru proză pe anul 1997, Radu Jörgensen trăiește din 2003 în S.U.A. fiind conferențiar universitar în domeniul matematicii.

## Biografie și activitate profesională
Absolvent al Colegiului Național Mihai Viteazul din București, promoția 1981, Radu Jörgensen a studiat Geologie și Geofizicǎ la universitǎțile din Cluj și București, absolvind în 1987 studii de cinci ani cu titlul de inginer. În 1990 a publicat articole în revista 22, cotidianul Tineretul liber și în săptămînalele Expres și Phoenix, unde a ocupat, pe rând, și funcția de redactor. La Expres a făcut parte din prima formulă redacțională, împreună cu Cornel Nistorescu, Ion Cristoiu, Radu Eugeniu Stan și Răsvan Popescu iar la Phoenix a fost coleg cu Horia Gârbea și Bogdan Tedorescu.
În perioada 1990-2003 a trăit în Suedia, la Stockholm, Uppsala, Västerås și Göteborg. A studiat la Universitatea din Göteborg, Facultatea de Ziaristică (1993-94) și Facultatea de Matematică (2000-01) cursuri post-universitare, ca și la Universitatea din Växjö, Facultatea de Studii Pedagogice (2001-02). În tot acest timp a continuat să publice materiale jurnalistice: peste o sutǎ de articole semnate Radu Jörgensen au apărut în presa românǎ și suedezǎ, printre publicații numǎrându-se acum săptămânalele Românul, Expres Magazin, Tinerama și revista Fundației Culturale - Curierul românesc (în România) și cotidienele Göteborgs Posten, VLT, IDag, Metro, Sala Allehanda (în Suedia).
În 1992 a montat spectacolul cu piesa Privește înapoi cu mânie de John Osborne. Între 1995 și 2001 a tradus literatură suedeză (Ingmar Bergman, Sjöval-Wahlöö, Jacques Werup) în limba română pentru editurile Univers și Scandic. Tot în anii ’90 a scris romanul de anvergură Clovnul din lemn de gutui, care a apărut la editura Nemira și a fost bine primit de critica literară. Tudorel Urian, spre exemplu, îi dedică un capitol în lucrarea sa Proza românească a anilor '90, evidențiind faptul că Radu Jörgensen impresionează prin "marcanta tensiune a confesiunii” și considerând romanul recent premiat, această “sagă a azilantului român,… produsul unui scriitor ajuns la deplinǎ maturitate artisticǎ”.  Urian îl situează alǎturi de Dumitru Țepeneag și Paul Goma, ca pe unul dintre scriitorii marcanți ai diasporei românești.
La sfârșitul anilor '90, dupǎ ce lucrase pe rând la prefectura din Göteborg (departamentul de protecție a rezervațiilor naturale) și în douǎ unitǎți de învǎțǎmînt ca profesor, a revenit la științele exacte. A studiat Matematici Superioare și, în 2003, a traversat oceanul pentru un masterat în matematicǎ purǎ la University of Alabama. A obținut titlul de Master's of Science în mai puțin de doi ani, fiind acum Associate Professor of Mathematics (Conferențiar) la un colegiu din Maryland, Statele Unite, unde lucreaza din 2005.
Din 2007 până în 2017 Radu Jörgensen a publicat cu regularitate în revista Observator cultural, susținând printre altele și rubrica permanentă America fără prejudecăți.
Din 2019 publică în revista timișoreană de cultură Orizont.

## Opere publicate

### Lucrări originale
- Clovnul din lemn de gutui, roman, Editura Nemira 1998, Colecția Purgatoriu, 480 p.
- Se respinge, roman, editie revazuta, Editura Cartea Romaneasca 2011, 447 p.
- EXIT 45, roman, Editura Humanitas 2017, 676 p.

### Traduceri
- Roseanna, roman de Sjöwall-Wahlöö, traducere Radu Jörgensen, Editura Univers 1997, 207 p.
- Cele mai bune intenții, roman de Ingmar Bergman, traducere Radu Jörgensen, Editura Univers 2000,  335 p.
- Moartea unui pornograf, roman de Jacques Werup, traducere și prefață Radu Jörgensen, Editura Scandic 1998, 227 p.

## Publicistică și regie/scenografie de teatru
- 1990-2003: reportaj politic, eseu, rubrică de bridge, interviuri culturale și cronică teatrală în Expres, 22, Phoenix, Tineretul liber, Românul, Expres Magazin, Curierul Românesc (în România) și Göteborgs Posten, VLT, IDag, Metro, Sala Allehanda (în Suedia)
- 2007-2011: rubrică permanentă și eseuri culturale în Observator Cultural și cronică teatrală în The Owl Newspaper (USA).
- Spectacol de Teatru (regie/scenografie): Se dig om i vrede (Privește înapoi cu mânie) la Studio Westmannia, Västerås, Suedia, stagiunea 1992-93.